# Flückigersee
Der Flückigersee ist ein etwa 10 Hektar großer See im Freiburger Stadtteil Betzenhausen.
Er entstand, als in den 1920er Jahren das Baustoffunternehmen Flückiger hier Sand und Kies abbaute.

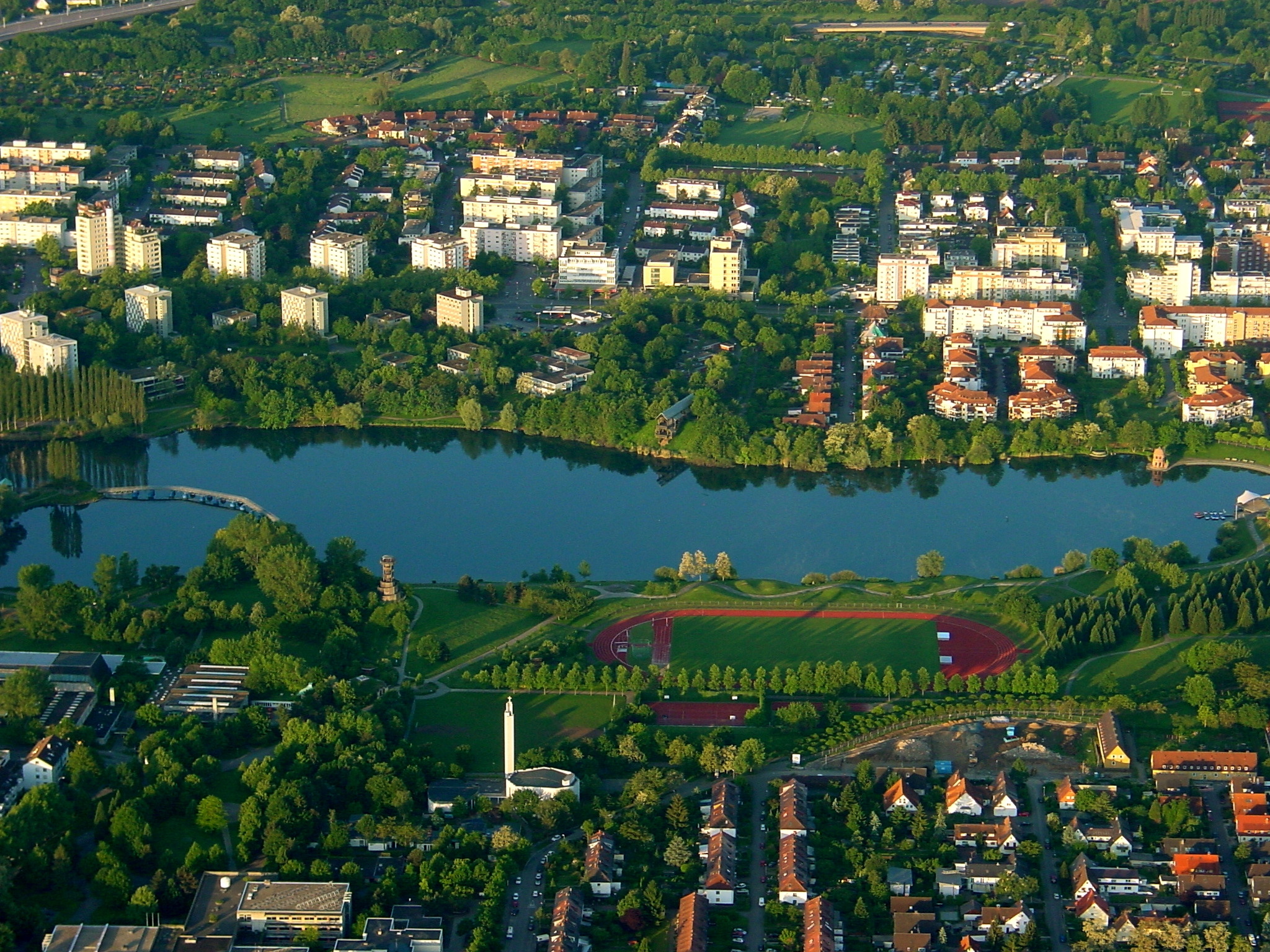
Der Flückigersee

1983 wurde der Abbau eingestellt, da immer mehr Wohnbebauung, wie zum Beispiel die Studentensiedlung den See umgab.
1986 wurde der See Bestandteil des Landesgartenschaugeländes, dem heutigen Seepark.
Der See war im Jahr 2000 an der tiefsten Stelle etwa 25 Meter tief, aus dem Jahr 1992 ist eine Tiefe von über 29 Metern belegt.
Die Gewässerqualität ist allgemein gut, jedoch leben im See Zerkarien, was nach dem Baden eine Zerkariendermatitis auslösen kann.
Als die Stadt Freiburg 1999 die Gewässergüte der kommunalen Baggerseen untersuchte, stellte man besonders beim Flückigersee eine starke Eutrophie fest. In der Folge wurde in der Ökostation das Bürger- und Schülerprojekt Flückiger See gegründet, um den Flückigersee zu erhalten.
Um die Überpopulation von bis zu 40 Schwänen zu bekämpfen, wurde im Rahmen des Modellprojekts Alphaschwäne ein Schwanenpaar mit besonderem Futter gefüttert. Seit 2001 hält das Territorialverhalten dieser gestärkten Schwäne den See frei von Fremdschwänen.
Im Jahr 2002 wurde ein limnologisches Fachbüro mit der Erhebung der ökologischen Eckdaten zum See beauftragt. Die Ergebnisse wurden durch einen Gemeinderatsbeschluss veröffentlicht. Sie besagen, dass der Hauptgrund der Nährstoffbelastung in einem erhöhten Phosphorgehalt liegt, der über zufließendes Grundwasser verursacht wird. Das Phosphor stammt vermutlich aus Trümmerteilen, die nach dem Bombenangriff vom 27. November 1944 in den See gekippt wurden. Der See befand sich früher weiter östlich, wo auch die 1947 bis 1949 betriebene Trümmerbahn aus dem benachbarten Stühlinger endete. In den Trümmern befanden sich Reste der Phosphorbomben, von denen 255 Tonnen während des Angriffs benutzt wurden.
1997 und 2001 wurde der See durch Freiwillige von Unrat und Müll befreit. Eine ähnliche Aktion fand im Sommer 2013 statt und wurde durch eine Tauchschule aus Ringsheim und Mitglieder von Sea Shepherd initiiert. Im Rahmen dieser Aktion wurde zudem versucht, einige der inzwischen ungefähr 200 im See lebenden Wasserschildkröten (hauptsächlich Rotwangen- und Gelbbauch-Schmuckschildkröten) einzufangen. Es gelang jedoch nur, zwei Tiere zu fassen. Bei den Schildkröten handelt es sich um ausgesetzte Haustiere, die durch ihre hohe Lebenserwartung und ihren Nahrungsbedarf das Ökosystem See gefährden.
Immer wieder kommt es zu tödlichen Badeunglücken,
sodass sich die Stadt Freiburg entschieden hat Warnschilder aufzustellen.